# Суверето
Суверето (італ. Suvereto) — муніципалітет в Італії, у регіоні Тоскана,  провінція Ліворно.
Суверето розташоване на відстані близько 200 км на північний захід від Рима, 95 км на південний захід від Флоренції, 60 км на південний схід від Ліворно.
Населення — 3109 осіб (2014).
Щорічний фестиваль відбувається 3 травня. Покровитель — Santa Croce.

## Демографія
Населення за роками:

Станом на 1 січня 2023 року в муніципалітеті офіційно проживали 344 іноземці з 30 країн, серед них 110 громадян країн Євросоюзу та 40 громадян України.

## Сусідні муніципалітети
- Кампілья-Мариттіма
- Кастаньєто-Кардуччі
- Фоллоніка
- Масса-Мариттіма
- Монтеротондо-Мариттімо
- Монтеверді-Мариттімо
- Пьомбіно
- Сан-Вінченцо
- Сассетта